# College

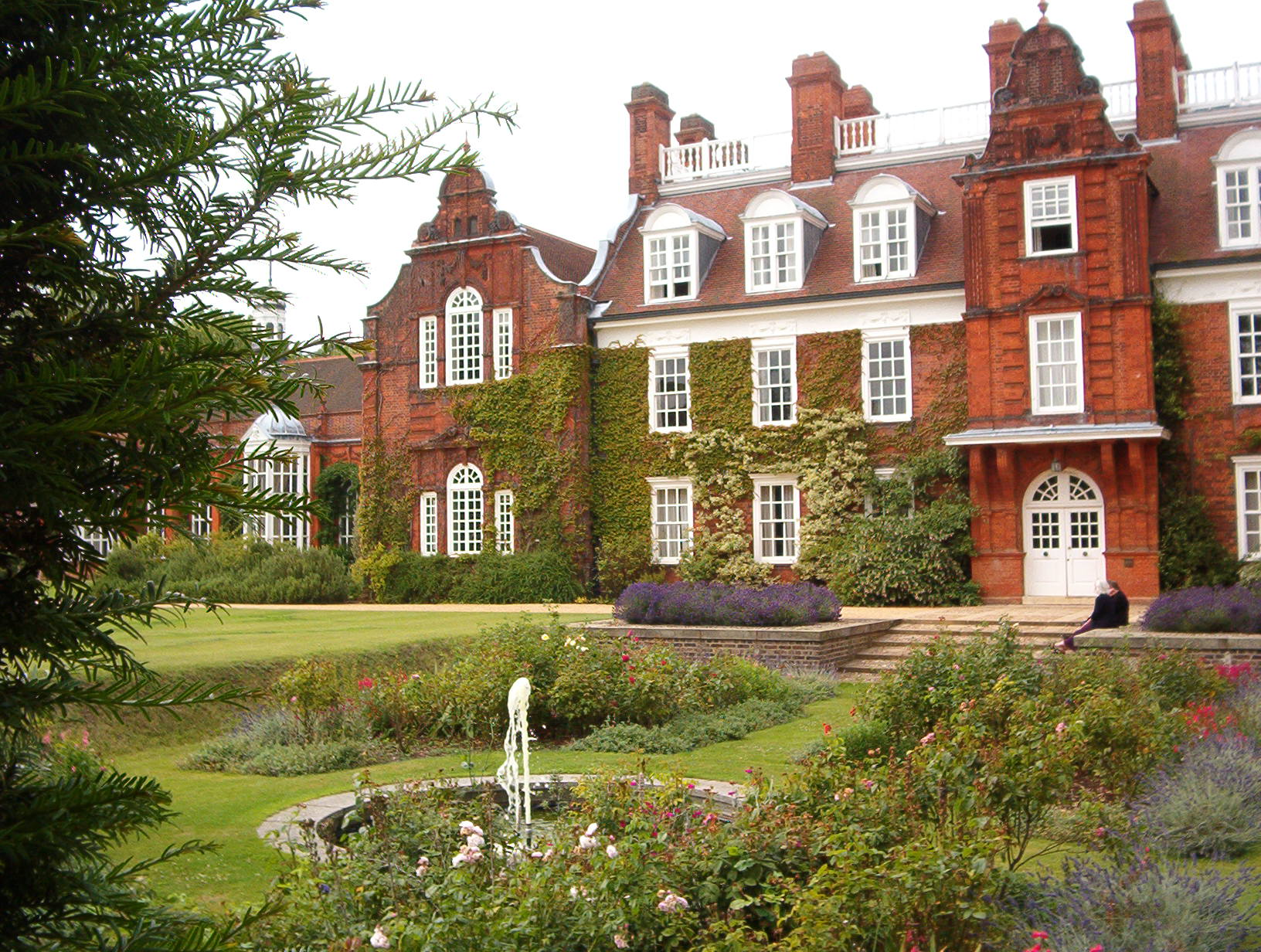
Una vista de Sidgwick Hall, de Newnham College, perteneciente a la Universidad de Cambridge.

College (pronunciación en inglés: /kɒlɪdʒ/; en francés: collège, pronunciado /kɔ.lɛʒ(ə)/) es el término utilizado para denominar una institución educativa, pero su significado suele variar en los países en donde se emplea. La palabra generalmente también se usa como sinónimo de universidad en los Estados Unidos. Los colleges en países como Francia, Bélgica y Suiza brindan educación secundaria.[cita requerida]

## Etimología

El «siminar rojo», un edificio universitario representado en el escudo de armas de Nuuk, la capital de Groenlandia.

La palabra «college» procede del verbo latín lego, legere, legi, lectum, «recoger, reunir, escoger», más la preposición cum, «con», significando así «seleccionados juntos». Así, los «colegas» son literalmente «personas que han sido seleccionadas para trabajar juntas». En la antigua Roma un collegium' era un «cuerpo, gremio, corporación unida en compañerismo; de magistrados, pretores, tribunos, sacerdotes, augures; un club político o gremio comercial».  Así pues, un collgio era una forma de corporación o entidad corporativa, una persona jurídica artificial (cuerpo/corpus) con personalidad jurídica propia, con capacidad para celebrar contratos legales, demandar y ser demandado. En la Inglaterra medieval existían colegios de sacerdotes, por ejemplo en las chantry chapels; entre los supervivientes modernos se encuentran el Royal College of Surgeons de Inglaterra (originalmente el Guild of Surgeons Within the City of London), el College of Arms de Londres (un cuerpo de heraldos que velaba por el cumplimiento de la ley heráldica), un electoral college (para elegir representantes); todos los grupos de personas «seleccionadas en común» para desempeñar una función específica y nombradas por un monarca, fundador u otra persona con autoridad. En cuanto al moderno «college de educación», se trataba de un organismo creado para tal fin, por ejemplo Eton College fue fundado en 1440 por cartas patentes del rey Enrique VI para la constitución de un colegio de Fellows, sacerdotes, clérigos, coristas, eruditos pobres y viejos pobres, con un maestro o gobernador, cuyo deber será instruir a estos eruditos y a cualesquiera otros que acudan allí desde cualquier parte de Inglaterra en el conocimiento de las letras, y especialmente de la gramática, sin remuneración alguna". 

## Educación superior

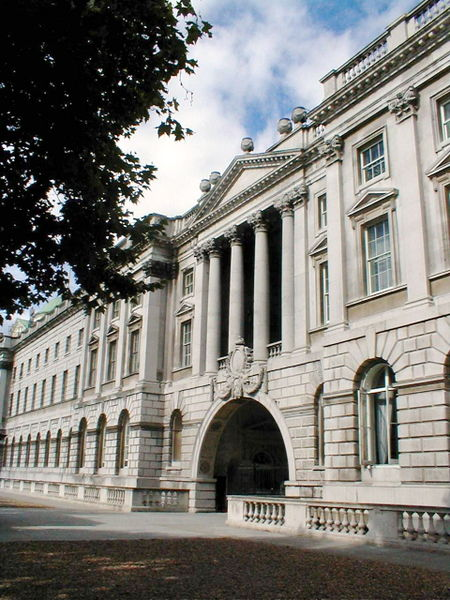
King's College de Londres, establecido por Carta Real en 1829, es uno de los colegios fundadores de la Universidad de Londres.

Dentro de la educación superior, el término se puede utilizar para referirse a:
- Una parte constituyente de una universidad colegiada, por ejemplo King's College, Cambridge, o de una universidad federal, por ejemplo King's College de Londres.
- Una universidad de artes liberales, una institución independiente de educación superior centrada en la educación universitaria, como Williams College o Amherst College.
- Una división de artes liberales de una universidad cuyo programa de pregrado no sigue un modelo de artes liberales, como el Yuanpei College en la Universidad de Pekín.
- Un instituto que proporciona formación especializada, como una facultad de educación superior, por ejemplo, el Colegio Metropolitano de Belfast, una facultad de formación de profesores o una facultad de arte.
- En los Estados Unidos, la universidad es a veces, pero rara vez, un sinónimo de una universidad de investigación, como el Dartmouth College, una de las ocho universidades de la Ivy League.

## Reino Unido
El uso de la palabra college en el Reino Unido es muy amplio e incluye gran variedad de instituciones:
- Algunos colegios privados como Eton,(para edades entre 13 y 18 años) Winchester o St Aloysius' College, Glasgow.
- Algunos institutos de educación secundaria.
- Las facultades de algunas universidades o antiguos colegios menores y colegios mayores.
- Otros tipos de instituciones de educación fuera del sistema tradicional, que van desde algunos muy antiguos y distinguidos como el Colegio Real de Organistas, hasta nuevos intentos de estructuras de educación para adultos. Esto incluye colegios universitarios, que son instituciones de educación superior que pueden emitir diplomas universitarios sin tener la clasificación de universidad.

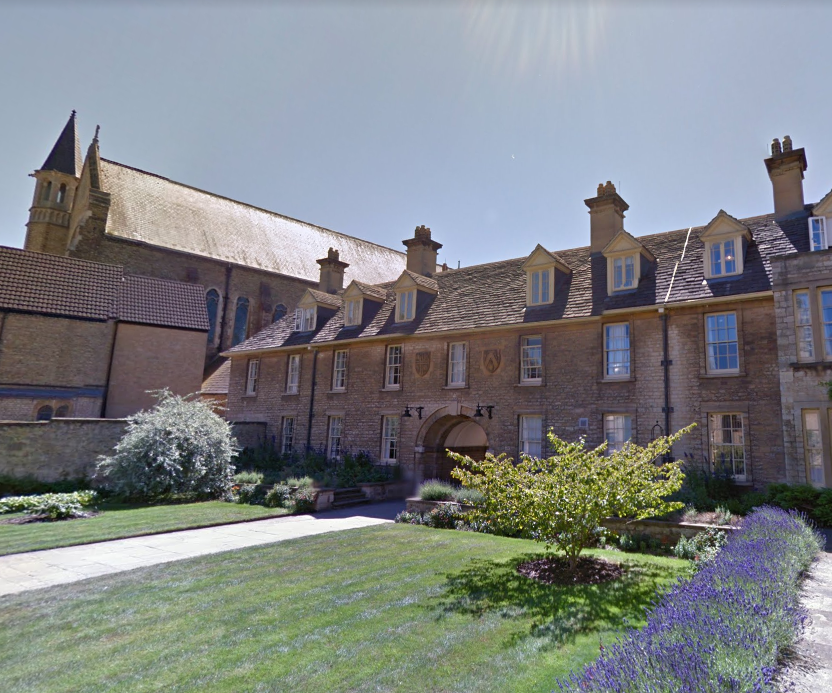
Somerville College, perteneciente a la Universidad de Oxford.

### Universidades y sus facultades

#### Oxford y Cambridge
Las dos universidades antiguas de Inglaterra (Oxford y Cambridge, a veces llamadas en conjunto Oxbridge), son generalmente federaciones de facultades o colleges autónomos. Tienen un funcionamiento similar a los antiguos colegios mayores. Proveen alojamiento, comida, bibliotecas, actividades deportivas y sociales, también nombran tutores encargados de seguir el desempeño de los estudiantes. Por otra parte, la universidad provee las clases, realiza los exámenes y otorga los títulos. Los colleges son entidades totalmente independientes, propietarias de sus inmuebles, con personal propio y su propio presupuesto. En algunos casos los colleges pueden tener mejores condiciones financieras que las universidades a las que están asociados.

#### Otras universidades
La Universidad de Durham también está organizada en colleges, y estos también tienen su identidad legal propia. Sin embargo, los colleges de Durham no tienen independencia financiera y solo ofrecen servicios estudiantiles, sin enseñanza. Universidades recientes, como Lancaster, York y Kent, tienen una estructura similar, salvo que sus colleges no tienen identidad propia. Oficialmente, la Universidad de Londres está formada por una serie de colleges, sin embargo, la federación es mucho más flexible que en Oxford o Cambridge, al punto que se pueden considerar estas instituciones como universidades independientes.

## Estados Unidos
En Estados Unidos el término college tiene un uso más restringido que en el Reino Unido y se reserva generalmente para instituciones de educación superior que pueden ofrecer titulaciones, tanto de pregrado como de postgrado. En la práctica, no existe diferencia entre la denominación university ('universidad') o college, aunque originalmente un college era una facultad y una universidad era una institución con varias facultades. Hoy en día, las universidades incluyen facultades (colleges) y escuelas (schools), pero algunas de las más prestigiosas universidades de los Estados Unidos, como Boston, Harvard o Dartmouth, han mantenido la palabra college en sus nombres por razones históricas aun teniendo varias facultades y otorgando titulaciones en una gran variedad de áreas y niveles.
Una variante de estas instituciones son los colegios universitarios, denominados community colleges, junior colleges, technical colleges, o city colleges. Se trata de centros que solamente imparten programas de dos años de duración, es decir, que solamente otorgan el grado de asociado o titulaciones propias.

## Australia
En Australia, un college puede utilizarse al mencionar a un instituto de educación superior más pequeño que una universidad, cuya administración puede estar a cargo de una universidad o ser independiente. Debido a una reforma realizada en los años 1980, muchos de los colleges independientes hasta entonces pasaron a ser parte de universidades más grandes. Muchas escuelas secundarias también son denominadas colleges en Australia. El término también se utiliza al hacer mención de las residencias de estudiantes, como en el Reino Unido, pero al comparar sus programas de tutoría, las instituciones australianas resultan más pequeñas y no realizan actividades de enseñanza conducentes a la obtención de un grado académico, a excepción de una o dos instituciones de enseñanza teológica.

## Canadá
El término college se utiliza generalmente en el Canadá de habla inglesa para designar todas las escuelas de educación postsecundaria. Muy a menudo un estudiante que termina la secundaria dice I'm going to college (“voy a la universidad”). El término colegio, por otra parte, tiene varios usos en Canadá fuera de Quebec y puede designar:
- un colegio comunitario (community college) o un colegio de artes aplicadas y tecnología, que tienen programas que otorgan un diploma después de dos o tres años, o un certificado después de un año o menos;
- una escuela postsecundaria de cuatro años que ofrece a los estudiantes un diploma de bachillerato (licencia en Francia); algunos también ofrecen una maestría;
- una de las escuelas que forman parte de una universidad, como el Innis College que forma parte de la Universidad de Toronto;
- un departamento de una universidad, como una Facultad de Artes y Ciencias o una facultad de medicina de una universidad;
- un grupo de profesionales de la misma disciplina, como el Ontario College of Nursing.

En Canadá, un college también puede ser una escuela técnica, de artes aplicadas o ciencias aplicadas, una institución que entrega diplomas de educación superior, que no corresponde necesariamente a una universidad, si bien existen excepciones. 

### Quebec
En Quebec, el collége puede ser un establecimiento privado de enseñanza secundaria. Sin embargo, es más común utilizar el término "universidad" para describir instituciones postsecundarias. Las escuelas públicas se denominan oficialmente “escuelas generales y profesionales”, por lo que se ha convertido en una palabra común la sigla cégep, utilizada para designar todos los establecimientos que ofrecen programas de formación inmediatamente después de los estudios secundarios.
Históricamente, las universidades clásicas de Quebec eran, antes de la creación del actual sistema universitario y de los CEGEP por parte de la Comisión Parent, establecimientos privados de enseñanaza secundaria y post secundaria ligados a la iglesia católica.
Los colegios comunitarios, en varias provincias canadienses, a menudo se comparan con los colegios postsecundarios de Quebec. Es una institución educativa que ofrece cursos postsecundarios por períodos de dos o tres años. Algunos de los cursos ofrecidos pueden ser reconocidos por las universidades. La educación técnica postsecundaria también es responsabilidad de los colegios comunitarios. Allí los jóvenes adquieren formación para incorporarse al mercado laboral.

## Francia
Un collège (en francés, con acento grave; léase /kɔ.lɛʒ/) es un centro de educación secundaria de primer ciclo. Consta de cuatro cursos que se suelen atender de los once a los quince años. El segundo ciclo de educación secundaria se cursa en un lycée.
En algunos casos, es un organismo de investigación:
- Collège de France
- Collège international de philosophie.

En un caso muy especial, se ha hecho un uso irónico del concepto:
- Collège de 'Pataphysique.

## Bélgica
En Bélgica, el colegio (collége) es un centro de educación secundaria que cubre, en principio, seis años, a partir de los 11 o 12 años. Perteneciente a la educación católica, antiguamente estaba reservada a los niños, mientras que las niñas católicas asistían a un instituto. La educación laica oficial, por su parte, contaba con ateneos para niños y escuelas secundarias para niñas. Todos estos establecimientos pasaron a ser mixtos obligatorios en 1981.

## Suiza
En Suiza, el collége es sinónimo de escuela secundaria en ciertos cantones de habla francesa (por lo tanto, los términos colegio, escuela secundaria y gimnasio son sinónimos en Suiza). Además, también es el nombre que recibe el edificio en el que se llevan a cabo las clases de primaria y secundaria inferior.
Por ejemplo, el Collège des Endroits es una de las escuelas primarias de La Chaux-de-Fonds, el Collège des Coteaux es una escuela secundaria de Neuchâtel. El Collège du Léman es un colegio privado de Versoix que reúne todos los niveles educativos, desde la guardería hasta la escuela secundaria.

## Europa
El Colegio de Europa (conocido como College of Europe en inglés, Collège d'Europe en francés o Europacollege en neerlandés) es una institución de estudios europeos de posgrado con campus en Brujas (Bélgica) y Natolin (Varsovia, Polonia). Fue fundado en Brujas en 1949.

## Países hispanohablantes

### Perú y Chile
En Perú y Chile algunos colegios secundarios incluyen el término college como una manera de identificarse como bilingües (Markham College y Casuarinas College en Perú; Saint George's College, Santiago College y algunos colegios británicos
educere college en Chile).
En Chile, el college podría ser un equivalente a los Institutos Profesionales, instituciones de educación superior que otorgan títulos profesionales y títulos técnicos de nivel superior.
Oficialmente, desde 2009, la Pontificia Universidad Católica de Chile incorporó el término “college” como denominación de un programa de educación terciaria a modo de licenciatura. El programa cuenta con una Licenciatura en Ciencias Naturales y Matemáticas, una Licenciatura en Ciencias Sociales y una Licenciatura en Artes y Humanidades. Tiene el mismo sistema que las universidades americanas, combina majors y minors y finalmente permite a los estudiantes continuar una carrera superior en la misma universidad una vez finalizado el programa.
Pero en Chile el término “college” no suele utilizarse para la educación terciaria, sino que se utiliza principalmente en el nombre de algunos colegios privados bilingües, correspondientes a los niveles 0, 1 y 2 de la CINE 2011. Algunos ejemplos son Santiago College, Saint George's College, entre otros.